# Mario Zotta
Mario Zotta (Pietragalla, 6 novembre 1904 – Roma, 21 febbraio 1963) è stato un politico italiano, Ministro per la riforma della pubblica amministrazione dal 1957 al 1958 nel Governo Zoli.